# 지슨
(주)지슨(GITSN, Inc.)은 2000년 설립된 무선보안 솔루션 전문 기업으로, 무선보안 원천기술을 보유하고 있다.

## 역사
(주)지슨은 컴퓨터 및 하드웨어 개발 제조업, 소프트웨어 개발 및 공급업 등을 영위할 목적으로 2000년에 설립되었다.
2005년에는 국가보안기술연구소의 무선도청 탐지시스템 개발과제 수행을 시작으로 상시형 무선 도청탐지 시스템의 기반인 임베디드 시스템 및 소프트웨어플랫폼 기술력 확보에 주력했다.
이후 상시형 무선도청 탐지 시스템 1세대인 REMON-10을 출시하였으며, 무선 도청 분석기술 및 운용관제 기술 축적을 바탕으로 수십개 공공기관을 대상으로 보안 구축 레퍼런스를 확보하였으며, 라이선스 변경으로 민간 및 해외에도 판매가 가능해졌다.
갈수록 고도로 지능화되고 최신화 된 도청기술에 발 맞추어, 기존의 아날로그 신호 탐지 방식으로는 탐색이 불가능했던 초저전력 신호나 UWB 초광대역 통신방식을 사용하는 최신 도청기조차 탐지할 수 있는 상시형 무선도청 탐지 시스템 2세대 Alpha-S가 출시된 후, 수백개 공공기관 및 기업시장까지 사업이 확대되어 조달청 우수조달제품에 등록되고 국방부 및 행정안전부 장관상을 수상했다.
- 보도자료 : "유일한 대응시스템" 지슨 '무선 정보유출 탐지시스템' 국방부 장관상 수상 / MBN / 2019.11.04.

- 바로가기 : https://www.mbn.co.kr/news/economy/3976327
- 보도자료 : 지슨 도청탐지시스템, 행정안전부 장관상 및 방위사업청장 수상 / 한국경제 / 2018.11.15.

- 바로가기 : https://www.hankyung.com/economy/article/201811157582i
이후 무선백도어 해킹 탐지 시스템 Alpha-H와 상시형 불법촬영 탐지 시스템 Alpha-C를 출시했으며, 과학기술정보통신부에서 추진하는 SW고성장클럽 200에 선정 및 한국생산성본부 미래유니콘 대통령상을 수상했다.
- 보도자료 : 지슨, 국가생산성대상서 ‘대통령 표창’ 수상 / IT조선 / 2020.11.25

- 바로가기 : http://it.chosun.com/site/data/html_dir/2020/11/25/2020112501970.html
최근 2024년 4월에는 점차 발전하는 IT기술과 수요에 발맞춰 무선주파수 신호 탐지 성능과 기능적 편의성을 대폭 향상해 출시한 차세대 제품 ‘스마트 무선도청 상시 방어 시스템 Alpha-I’를 새롭게 선보였다.
- 보도자료 : 지슨, AI 기반 8GHz 차세대 도청 탐지 시스템 Alpha-I 출시 / 한국일보 / 2024.04.19

- 바로가기 : https://www.hankookilbo.com/News/Read/A2024041915070003965?did=NA

## 주요 제품
- 스마트 무선도청 상시 방어 시스템 Alpha-I

- 국내 유일 최대 8GHz까지 도청 탐지 범위를 넓혀 7GHz 대역의 통신 방식을 사용하는 신종 도청장치에도 대응이 가능하며, AI 도청 음성 판별 기술을 적용해 인력을 통해 청취하는 기존 판별 방식이 아닌 정밀 데이터 기반 자동 판별 방식으로 개선하여 정확성과 편의성을 높였다.
또한, 탐지 공간 내부 또는 외부에서 발생한 음성 신호 중 내부 발생 음성신호를 자동 판별하는 도청기 위치 탐지 기능이 탑재되어 직접적인 음성 청취나 분석 없이도 탐지 공간 내부의 도청장치 존재 여부를 확인할 수 있게 되어 시중의 다른 도청 탐지기와 차별화된다.
- 무선백도어 해킹 탐지 시스템 Alpha-H

- 서버실, 관제실, 집무실 등에 침투되어 망분리 체계를 무력화시키는 무선 스파이칩을 실시간으로 탐지한다. 탐지 주파수 전 대역을 1초의 짧은 시간 내 스캔하여 무선해킹 장치의 위치를 추정하는 방식이다. 25kHz부터 3GHz에 이르는 광대역을 탐지할 수 있으며, 25kHz의 조밀한 탐지 해상도와 다수의 탐지단말기를 통합관제 할 수 있다는 점을 특징으로 한다.
- 상시형 불법촬영 탐지 시스템 Alpha-C

- 그간 공중화장실 불법촬영 범죄 단속의 유일한 대책이었던 합동 점검 방식의 문제점을 극복하기 위해 가장 최근 출시된 24시간 상시형 보안 제품이다.
화장실, 탈의실 등 프라이버시가 중요한 공간에 설치되어 24시간 365일 상시적으로 불법촬영 카메라를 탐지하며, 자체 특허에 기반한 열 감지 방식으로 Wi-Fi 송출형·메모리형 등 모든 유형의 불법촬영 카메라에 대응이 가능하다. 뿐만 아니라, 레이저 센서를 통해 화장실에 침입해 칸막이 상단 너머로 촬영하는 행위에도 실시간 대응이 가능하다.
- 이동형 전파 탐지기 Alpha-P

- 무선도청/무선도촬/무선해킹 등 무선보안 점검에 최적화된 초고속, 초경량, 고감도 이동형 전파 탐지기이다. 탐지 주파수 전 대역을 1초 내 스캔할 수 있으며, 선택된 주파수의 발생위치를 추적한다. 독립적인 운용이 가능하며, 무엇보다 본체와 디스플레이를 분리하여 원격 탐지 운용이 가능한 강점을 가지고 있다.
2025년 키움제8호스팩과 합병을 통한 코스닥 시장으로 이전 상장 하였다.